# Mazgirt (district)
Mazgirt is een Turks district in de provincie Tunceli en telt 10.059 inwoners (2007). Het district heeft een oppervlakte van 673,5 km². Hoofdplaats is Mazgirt.

## Bevolking
De bevolkingsontwikkeling van het district is weergegeven in onderstaande tabel.
| Mazgirt             | 28.238  | 29.047  | 25.108  | 21.041  | 12.957 | 8.391  | 7.560  | 2 | 68  |
| Tunceli (provincie) | 154.175 | 164.591 | 151.906 | 133.143 | 93.584 | 76.699 | 83.443 | 9 | 364 |